# 维拉比斯科西
维拉比斯科西（義大利語：Villa Biscossi），是意大利帕维亚省的一个市镇。总面积5平方公里，人口73人，人口密度14.6人/平方公里（2009年）。国家统计（ISTAT）代码为018178。